# Pinnatella taiwanensis
Pinnatella taiwanensis är en bladmossart som beskrevs av Noguchi 1939. Pinnatella taiwanensis ingår i släktet Pinnatella och familjen Neckeraceae. Inga underarter finns listade i Catalogue of Life.